# IC 4739
IC 4739 је спирална галаксија у сазвјежђу Паун која се налази на листи објеката дубоког неба у Индекс каталогу.
Деклинација објекта је - 61° 54' 4" а ректасцензија 18h 40m 51,7s. Привидна величина (магнитуда) објекта IC 4739 износи 14,4 а фотографска магнитуда 15,2. IC 4739 је још познат и под ознакама ESO 140-36, AM 1836-615, PGC 62246.